# Вольер
Волье́р, или волье́ра (фр. volière, «большая птичья клетка», от voler, «летать»), — помещение для содержания некрупных животных (в том числе птиц), состоящее из убежища (в виде клетки, домика или навеса), соединённого с площадкой для выгула.
В вольерах, помимо птиц, могут содержать собак, обезьян, кроликов, пушных зверей и других домашних и диких животных. Вольеры используются как для содержания сельскохозяйственных животных, так и для содержания животных в зоопарках, питомниках и на выставках.
Площадку (территорию) для выгула называют выгульным двором, его обычно огораживают сеткой: либо со всех сторон (например, для летающих птиц), либо только по бокам.
В сельском хозяйстве содержание животных (особенно птиц) в вольерах называется вольерным содержанием (вольерной системой содержания). Такая система используется, в частности, для содержания всех видов птиц в регионах с тёплым климатом.
В кролиководстве и звероводстве вольерой (вольером) иногда называют не совокупность выгульного двора и убежища, а только огороженный выгул (место для пребывания на открытом воздухе), примыкающий к убежищу (домику) животных. Обычно в качестве такого выгула используется специальная клетка.

## Вольеры как архитектурные сооружения
В XVIII веке в моде было строительство птичников — помещений для певчих птиц. Одним из таких сооружений, сохранившихся до наших дней, стали вольеры в Петергофском дворцово-парковом ансамбле — два деревянных павильона в форме 12-гранных беседок постройки 1721—1722 года итальянского архитектора Николо Микетти. Летом в них размещали клетки с птицами: один вольер предназначался для попугаев, другой — для певчих птиц.
Ещё одно сооружение подобного рода, сохранившееся до наших дней, — вольер в музее-заповеднике в Павловске, построенный по проекту Чарлза Камерона в 1782—1784 годах. Он представляет собой изящный павильон, состоящий из центрального зала и двух боковых кабинетов, объединёнными открытыми галереями. Одна из галерей, обтянутая металлической сеткой, использовалась для содержания птиц.